# Ölmbrotorp
Ölmbrotorp är en tätort i Örebro kommun, belägen cirka 14 kilometer norr om Örebro.

## Samhället
I Ölmbrotorp finns skola, fritidshem, ”Folkets hus"-lokal samt motionsspår och fotbollsplan.
Det finns även ett café/butik samt frisör i området.

### Skolan
Ölmbrotorps skola har cirka 100 elever. Huvudbyggnaden stod klar år 1910 medan gymnastikhall och andra byggnader är byggda senare. På skolans rastgård finns stort utrymme för många aktiviteter med en sjumanna fotbollsplan, beachvolleyplan, 60-meters löparbana, basketplan, gräskullar för pulkaåkning under vintrarna med mera.
Grönvallska förskolan är en förskola belägen bredvid Ölmbrogården. Förskolan finns i två olika byggnader cirka 200 meter från varandra. En av avdelningarna ligger i en enplansvilla och de andra i en tvåplansvilla. Avdelningarna är uppdelade på så vis att två av dem är för barn i åldrarna 1-4 år och en för åldrarna 4-6 år.

### Området
I närheten finner man Kung Jans källa eller (Trefaldighetskällan). Traktens folk samlades i gamla tider kring Trefaldighetsaftonen eftersom man ansåg att vattnet då var särskilt kraftfullt.
Johan lll sägs med sitt hov år 1579 ha vistats vid Svavelbruket vid nuvarande Dylta Bruk. Det berättas att han då brukade uppsöka denna källa. Kungens namnskrift finns på stenen bakom källan och höggs in på 1950-talet. 

## Befolkningsutveckling
| Befolkningsutvecklingen i Ölmbrotorp 1960–2023 | Befolkningsutvecklingen i Ölmbrotorp 1960–2023 | Befolkningsutvecklingen i Ölmbrotorp 1960–2023 | Befolkningsutvecklingen i Ölmbrotorp 1960–2023 | Befolkningsutvecklingen i Ölmbrotorp 1960–2023 |
| ---------------------------------------------- | ---------------------------------------------- | ---------------------------------------------- | ---------------------------------------------- | ---------------------------------------------- |
|                                                |                                                |                                                |                                                |                                                |
| År                                             |                                                |                                                | Folkmängd                                      | Areal (ha)                                     |
| 1960                                           | 1960                                           |                                                | 365                                            |                                                |
| 1965                                           | 1965                                           |                                                | 406                                            |                                                |
| 1970                                           | 1970                                           |                                                | 501                                            |                                                |
| 1975                                           | 1975                                           |                                                | 561                                            |                                                |
| 1980                                           | 1980                                           |                                                | 631                                            |                                                |
| 1990                                           | 1990                                           |                                                | 592                                            | 66                                             |
| 1995                                           | 1995                                           |                                                | 570                                            | 66                                             |
| 2000                                           | 2000                                           |                                                | 561                                            | 66                                             |
| 2005                                           | 2005                                           |                                                | 552                                            | 66                                             |
| 2010                                           | 2010                                           |                                                | 548                                            | 65                                             |
| 2015                                           | 2015                                           |                                                | 543                                            | 63                                             |
| 2020                                           | 2020                                           |                                                | 521                                            | 63                                             |
|                                                |                                                |                                                |                                                |                                                |

## Idrott
I Ölmbrotorp finns idrottsföreningen Axbergs IF. Förutom lag i herrfotboll anordnas även gymnastik/motion och bridge. Det finns ett upplyst motionsspår med två olika spår som vintertid fungerar som skidspår. Vintertid finns också en spolad isrink.

## Personer från orten
Martin Stenmarck (vinnare av Melodifestivalen 2005) och hans bror David är uppvuxna här.